# Honey (Are U Coming?)
«Honey (Are U Coming?)» — пісня італійського рок-гурту Måneskin. Реліз відбувся 1 вересня 2023 року на лейблі Epic Records. Гурт виконає пісню на церемонії вручення нагород MTV Video Music Awards 2023 року 12 вересня.

## Передісторія та композиція
Пісня була анонсована 8 серпня 2023 року з 30-секундним уривком, опублікованим на офіційному акаунті гурту в Instagram.

Пісня була написана учасниками гурту разом із Сильвестром Сіверсеном, Джастіном Трантером, Юссі Карвіненом і Cxloe наприкінці Måneskin's North American's tour між Лондоном і Лос-Анджелесом. Фронтмен Даміано Давід пояснив значення пісні:
«Це історія зустрічі двох людей, які бачать трохи смутку в очах одне одного, щось, що змушує їх відчувати себе не в своїй тарілці. Це запрошення приєднатися до нової пригоди, не знаючи, що на них чекає, і насолоджуватися мандрівкою».

## Просування
Гурт виконає пісню на церемонії вручення нагород MTV Video Music Awards 2023 12 вересня.

## Рецензія
Олена Палм'єрі з Rockol написала, що сингл «представляє інші відтінки і впливи, ніж ті, які можна впізнати у попередніх роботах гурту», маючи на увазі звучання пісень Muse «Time Is Running Out» і The Killers «Mr. Brightside», з «люттю у звучанні» і «більш грубим духом».

## Чарти
| Чарт (2023)            | Пікова позиція |
| ---------------------- | -------------- |
| Нідерланди (Tipparade) | 29             |